# هرمیله
هرمیله یکی از روستاهای شهرستان سقز در استان کردستان است.و بسیار روستایی دلنشین است و  تایفه ها و خاندان زیادی در آنجا بوده اند و در حال هم هستند نیمی از جمعیت آن در روستای مجاور آن یعنی(کانے زہ٘ ری٘نہ٘)به آنجا آمدند. 
مردم آن به دامداری و کشاورزی مشغول هستند. 
از امکانات می توان به [برق،گاز،خط تلفن،اینترنت۳G.4G.4.5Gاشاره کرد ].
«تابستان در آن گرم با روال عادی و دوماه اول پاییز نسبتاً سرد و ماه آخر پاییز و سه ماه زمستآن سرمایی تاقت فرسا و یخبندان در آن شاهد هستیم».
هرمیله به خاطر موقعیت جغرافیایی که در آن واقع شده است از سرمای شدید و برف و کولاک برخوردار است سالانه مورد های زیادی از بسته شدن راه در آن شاهد هستیم.
بهاران خیلی زیبایی دارد به طوری که در آن جا طبیعت نفس راحتی به خود کشیده است  بر اساس شواهد بهاران با رعد و برق بسیار سهمناکی و وحشتناک  را دارد همراه با تگرک. بهاران در آن اقبال زیادی از مردم  شهرهای دیگر در آن منطقه میشود مردم که آمدند برای سیاحت یا استراحتی می آیند که خیلی دلپذیر است و گیاهان بهاران زیادی دارد و معروف است. 
هرمیله میتوانست روستایی بزرگ از نظر جمعیت باشد اما به خاطر شرایط جاده یی که دارد و آخرین روستا است و بن بست است مردمی که در آنجا زندگی کرده اند شاید نتوانند نیاز های خود را برآورده کنند به طوری که در آنجا زندگی کنند و شغلشون تو شهر باشد.
درباره تاریخ آن اطلاعات زیادی در دسترس نیست اما یک تاریخ ادبیات اندک برجای مانده است که اینک حسن زیرک خواننده معروف کُرد در هرمیله به دنیا آمده است و زندگی کرده و در آن دوره حکومت شاه ظآلم هر منطقه را به ایالتی تقسیم کرده بود برای آن آغا قرار داده بود به گفته چنین شواهد حسن با آغا درگیر و دعوا شأن میشود و به ناچار آن جا را ترک میکند
.این روستای کوهستانی در ده کیلومتری جاده سقز_بوکان قرار دارد.
شغل اکثرمردم در این روستا کشاورزی،دامداری و باغداری میباشد.از محصولات زراعی این روستا میتوان به گندم ،نخود،عدس،جو و...اشاره کرد.
این روستا دارای کوه های {وہ٘ ستا مستہ٘ فا و سولتان خزایی }است که در ۱۰ماه از سال برف دارند.
⁦و در پایان مردم هرمیله با مردم شریف و مهمان نواز بسیار معروف هستند